# Xã Dunbar, Quận Sargent, Bắc Dakota
Xã Dunbar (tiếng Anh: Dunbar Township) là một xã thuộc quận Sargent, tiểu bang Bắc Dakota, Hoa Kỳ. Năm 2010, dân số của xã này là 103 người.